# エシュヌンナ

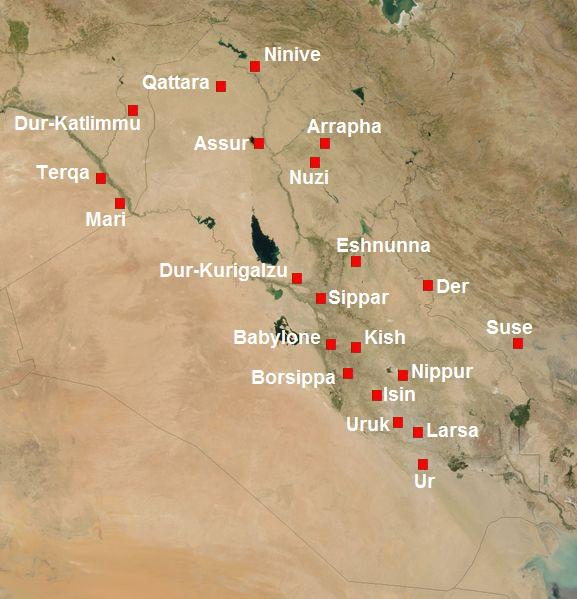
紀元前2千年紀のメソポタミア南部の地図

エシュヌンナ（Eshnunna）は、古代メソポタミアの都市、またはそこに起こった王国。都市神はティシュパク。イシン・ラルサ時代には大国の一つとして繁栄したがバビロン第1王朝の王ハンムラビによって破壊され、その歴史を終えた。

## 遺跡
エシュヌンナ市は現代のイラク共和国ディヤーラー県バアクーバ近郊のテル・アスマル遺跡に同定されている。バグダードの北西約80kmの所にある。紀元前30世紀頃から居住が始まり、ウル第三王朝時代には地方の中心都市として大規模に拡張されている。排水設備の整えられた住宅街や、織物工房、アブ神殿跡から奉納された彫像が多数発見されており、古代メソポタミアの文化を知る上で貴重な発見が多い。

## 歴史

### 前史
紀元前30世紀頃から居住が始まったが、その重要性が増したのはアッカド王朝時代である。交易の中継基地として経済的に繁栄したこの都市には多数の神殿が建てられた。
ウル第三王朝の支配下にあった時代にはウル王ルガルザゲシを称える神殿も存在した。

### 独立
ウル第三王朝が弱体化するとシュ・イリア（イルシュ・イリア）王の下で紀元前2026年頃独立した。独立後のエシュヌンナはしばらくの間都市国家として存続した。

### 繁栄
アッシリア商人の台頭などによってメソポタミア地域の経済が発展するにつれエシュヌンナ市も繁栄し、イピク・アダド2世の治世下で大きく領土を拡大して周辺のラルサ、バビロン、アッシリアと覇権を争った。この頃に正式に「エシュヌンナ王｣や「全土の王」と言うような称号が用いられるようになる。エシュヌンナ法典と呼ばれる法典の制定や大規模な行政センターの建築もなされ、東部メソポタミア最大の大国として繁栄の時代を迎えた。
イラ・カブカブに率いられたアムル人の集団がマリ方面からエシュヌンナの支配域に侵入したものの、イバル・ピ・エル2世らの奮闘によりこれと対抗し、一時アッシリアを支配したという説もある。アッシリアが強大な王シャムシ・アダド1世の下で拡大した時も、エシュヌンナは大国の一つとして存続した。

### 衰退
だが、バビロン第1王朝の王ハンムラビと数次にわたる戦争を繰り広げた末敗退し、紀元前1762年頃には一時エラムの支配下に置かれた。その後紀元前1757年頃、バビロン軍に包囲され、ハンムラビ王の水攻めによって都市は崩壊し、放棄された。

### 滅亡
その後紀元前17世紀に数名の王のもとで復興したが、いずれもバビロンに敗れ間もなく完全に歴史の舞台から姿を消した。

## 歴代王
- イトゥリヤ（ロシア語版） （ウル第3王朝支配時代）
- シュ・イリア（ロシア語版）（イルシュ・イリア、ウル第3王朝から独立）
- ヌル・アフム（ロシア語版）
- キリキリ（ロシア語版）
- ビララマ（ドイツ語版）
- イスハル・ラマシュシュ（ロシア語版）
- ru:Уцуравассу
- アズズム（ロシア語版）
- ウル・ニンマル（ロシア語版）
- ウル・ニンギッジダ（ロシア語版）
- イピク・アダド1世（ロシア語版）
- シャッリア（ロシア語版）
- ベラクム（ロシア語版）
- ワラッサ（ロシア語版）
- イバル・ピ・エル1世（ロシア語版）
- イピク・アダド2世（ロシア語版）
- ナラム・シン（英語版）
- ru:Ибни-Эрра
- イキシュ・ティシュパク（ロシア語版）
- ru:Даннум-тахаз
- ダドゥシャ（ドイツ語版）
- イバル・ピ・エル2世（フランス語版）
- （エラムの支配）
- ツィリ・シン（フランス語版）
- （バビロンの支配）
- アンニ

※全ての王を網羅してはいない